# Antun Augustinčić
Antun Augustinčić (Klanjec, 4. května 1900 – Záhřeb, 10. května 1979) byl jugoslávský a chorvatský sochař.

## Díla

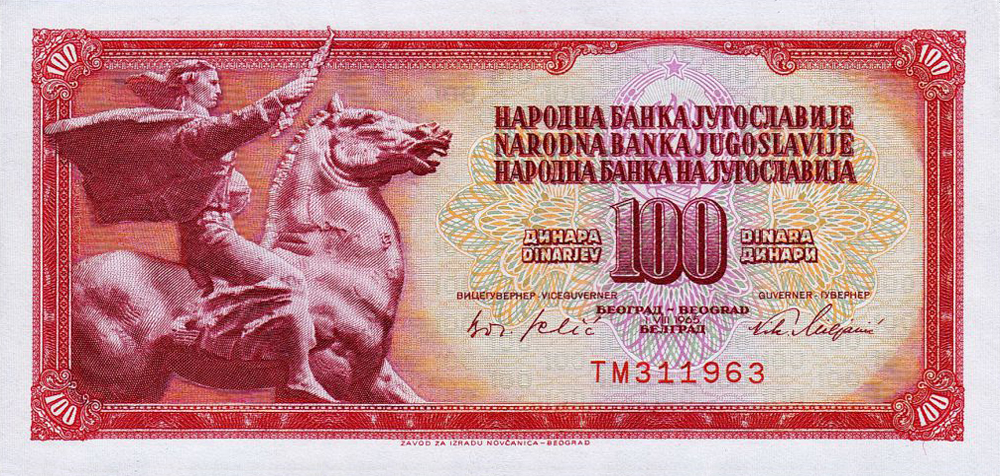
Památník míru na bankovce o hodnotě 100 jugoslávských dinárů

- Památník padlým ze Šumadije, Kragujevac. 1932[4]
- Památník osvoboditelům Niše, Niš.[5] 1937
- Památník krále Alexandra I. Karađorđeviće, Sombor.[3] 1940
- Památník rudoarmějcům, Batina. 1947
- Socha maršála Josipa Broze Tita, Kumrovec.[6] 1947
- Památník padlým vojákům, Livno. 1952
- Památník rudoarmějce na hřbitově osvoboditelů Bělehrad, Bělehrad. 1954
- Památník obětem fašismu, Addis Abeba. 1955[7]
- Památník Mošeh Pijadeho, Zábřeh a Sisak. 1960
- Památník padlým na Banj brdu, poblíž Banje Luke. 1960
- Památník Cizí nechceme – svoje nedáme, Vis. 1964
- Památník selského povstvání v roce 1573 a Matiji Gubce, Gornja Stubica. 1973[8][9]
- Socha maršála Josipa Broze Tita, Velenje. 1977
- Bronzová socha horníka[10] v Ženevě před budovou Mezinárodního úřadu práce
- Památník míru v New Yorku před budovou Organizace spojených národů[11]
- Státní znak Socialistické federativní republiky Jugoslávie[12]

## Galerie

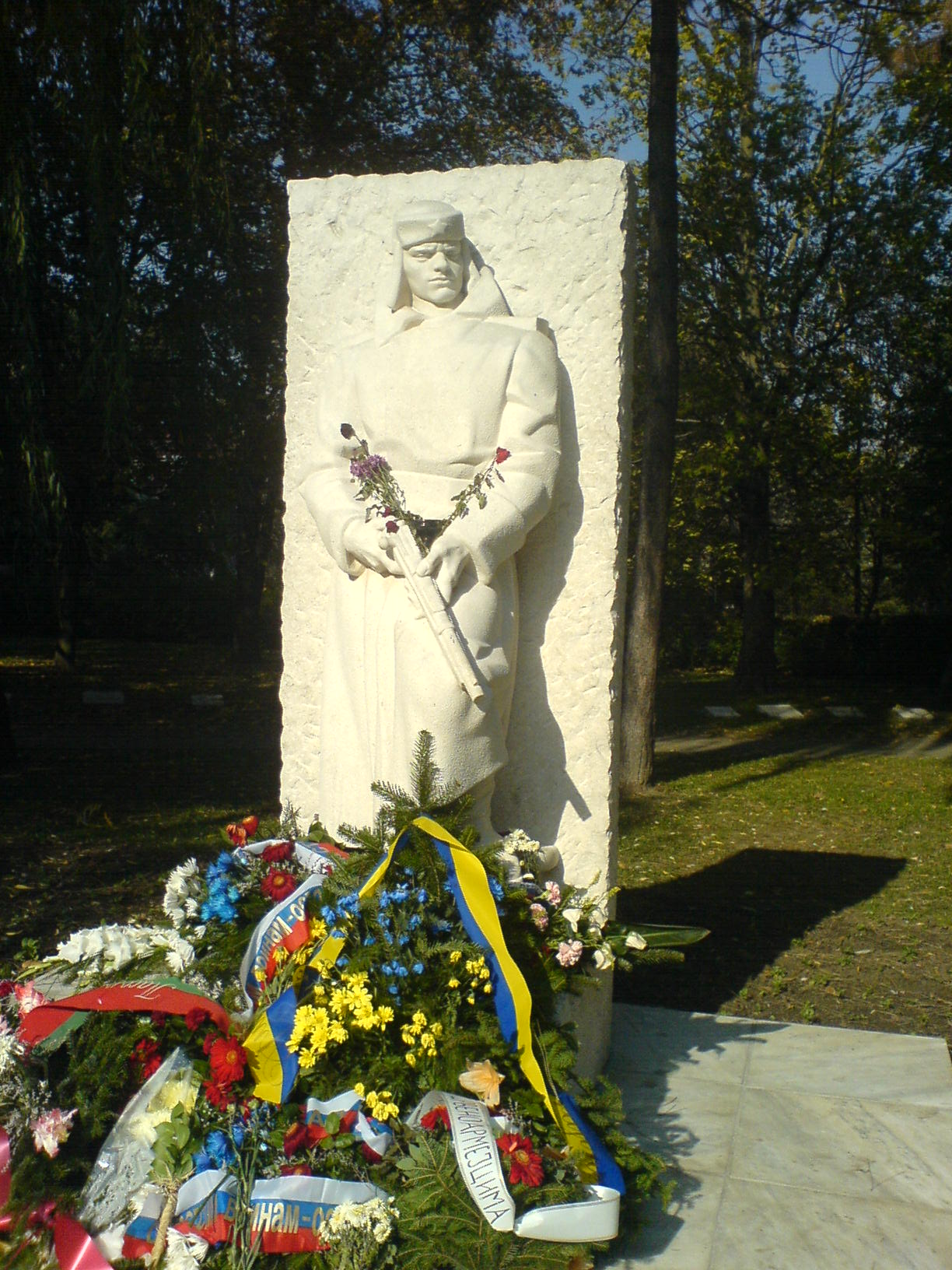
Památník rudoarmějce na hřbitově osvoboditelů Bělehrad
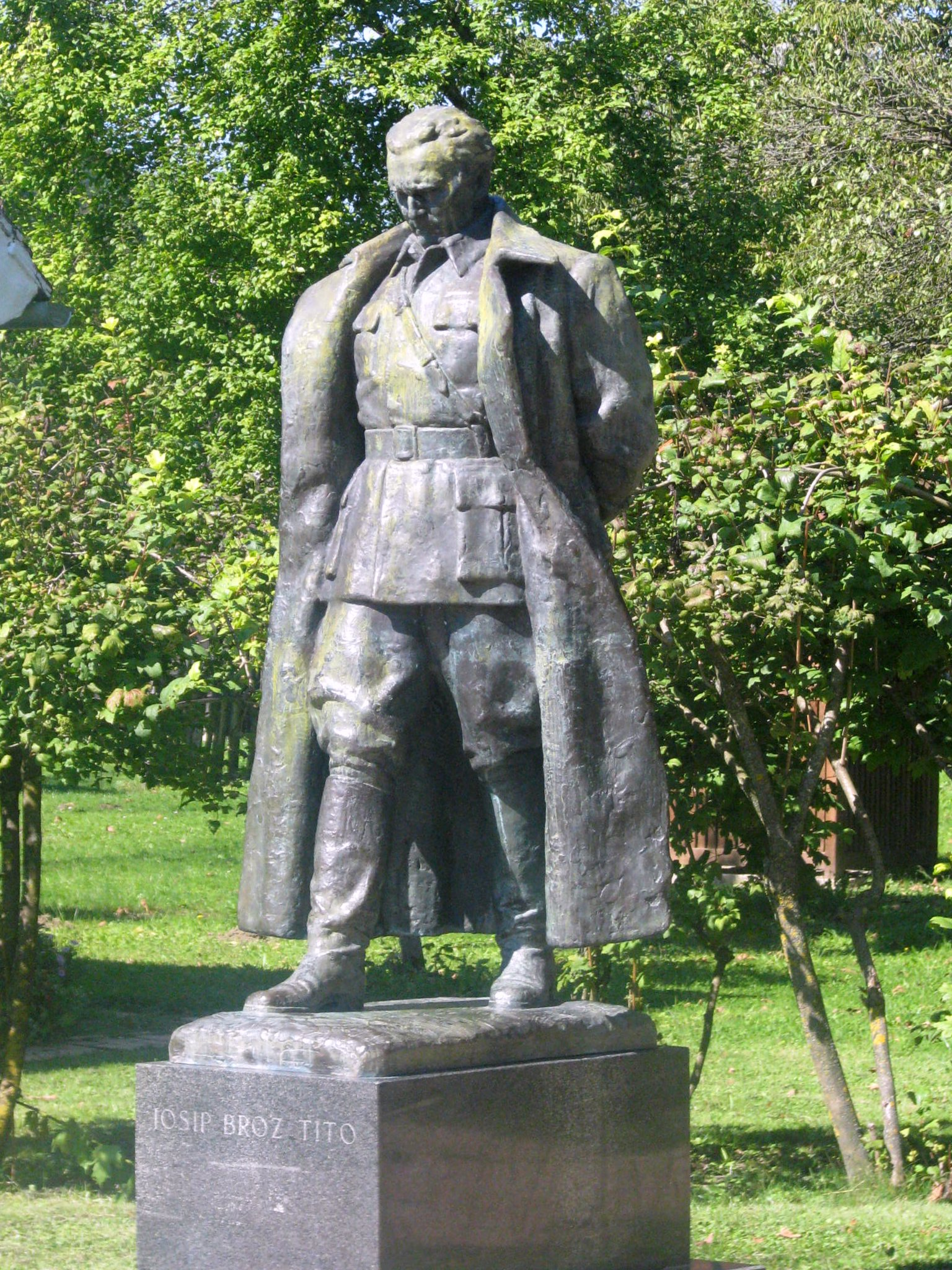
Socha maršála Josipa Broze Tita v Kumroveci
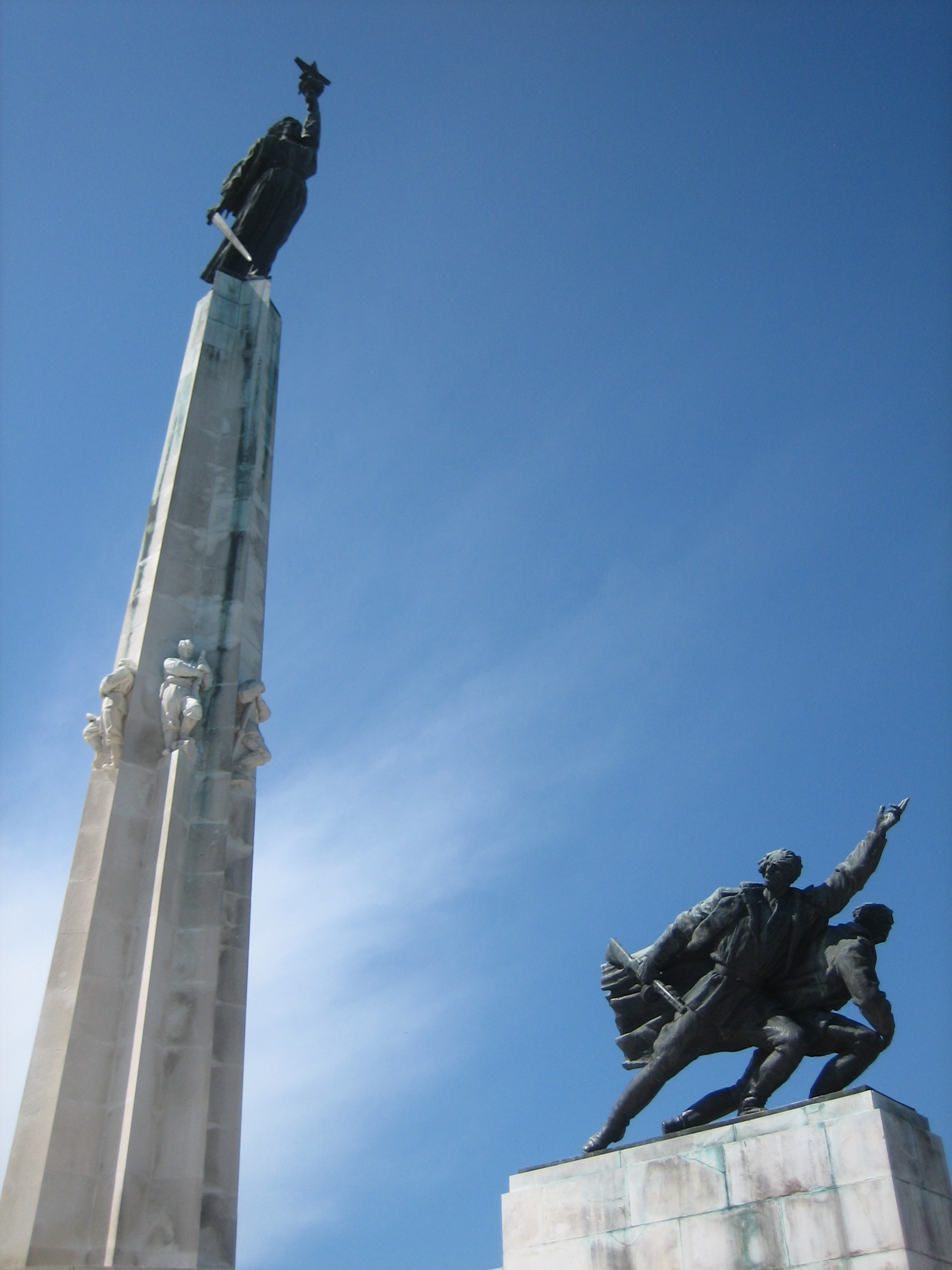
Památník „Vítězství“ v komplexu „Batinská operace“
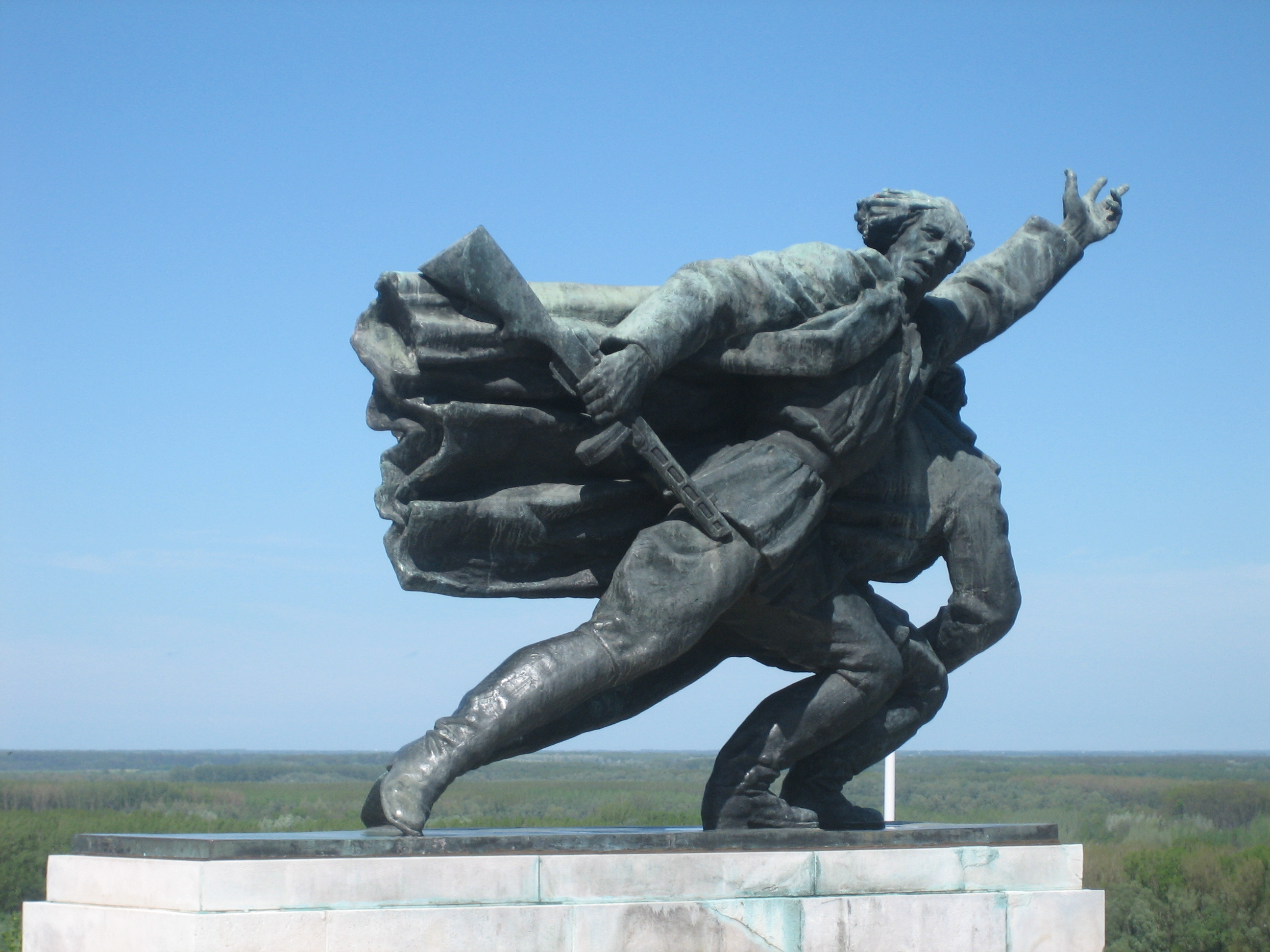
Památník „Vítězství“ v komplexu „Batinská operace“
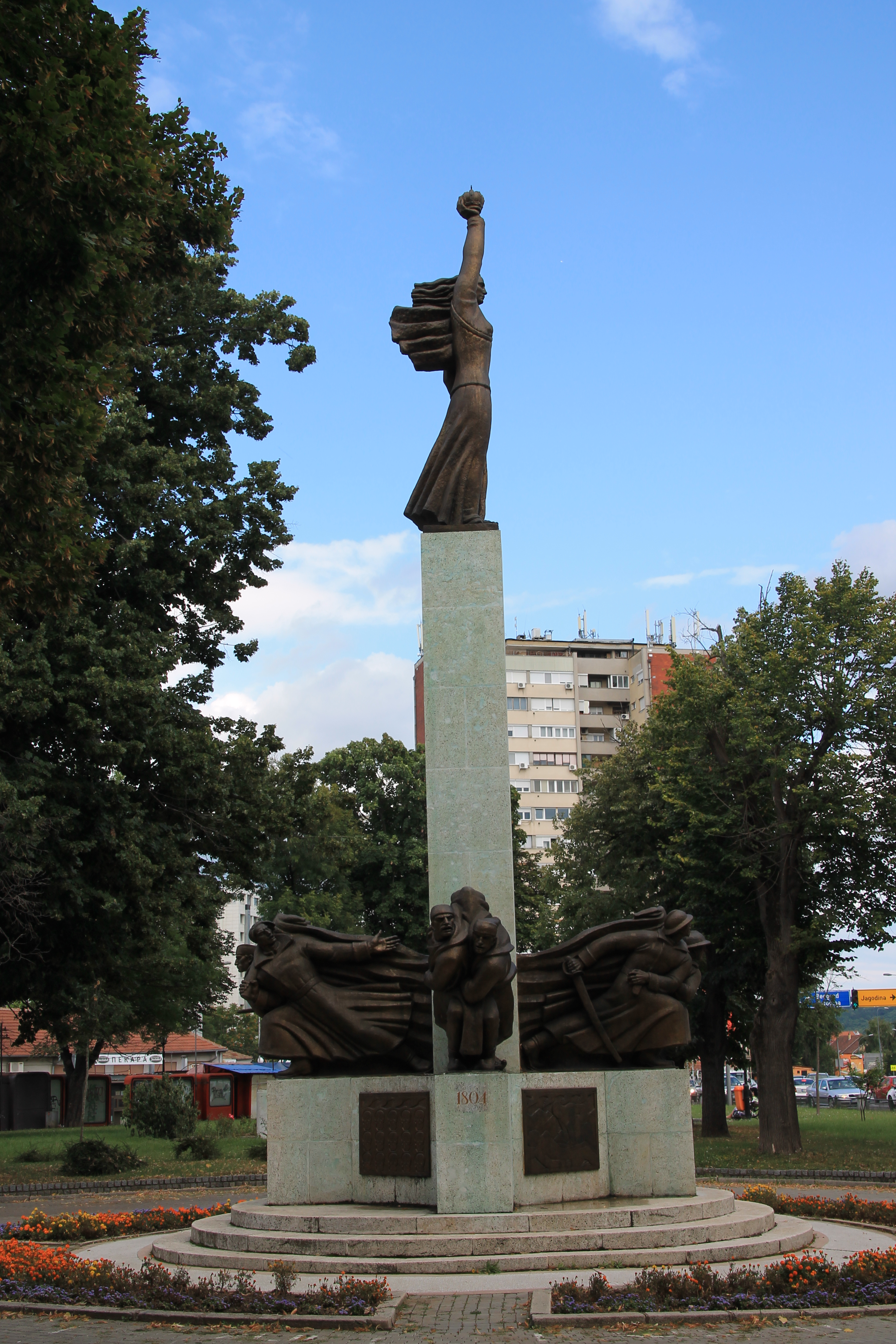
Památník padlým ze Šumadije v Kragujevaci
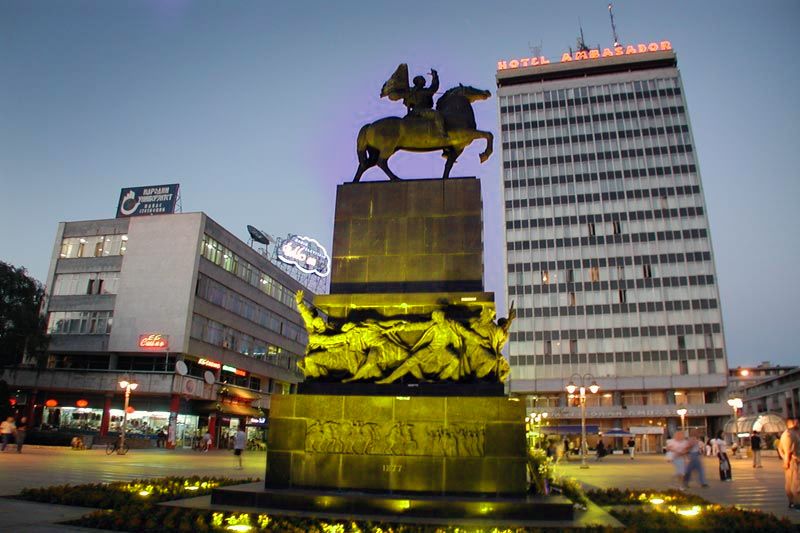
Památník osvoboditelům Niše
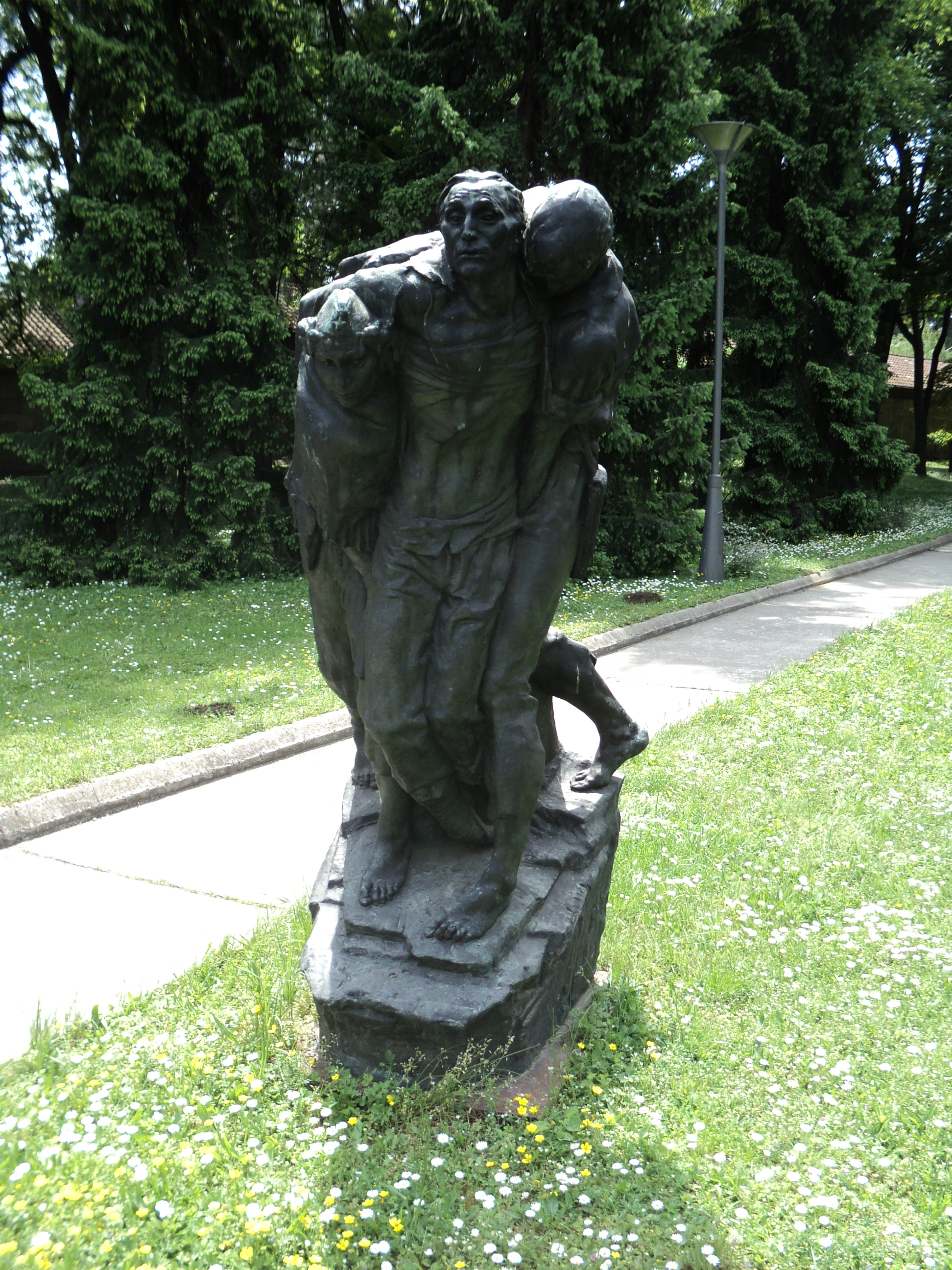
Socha Nesou raněného, Bělehrad
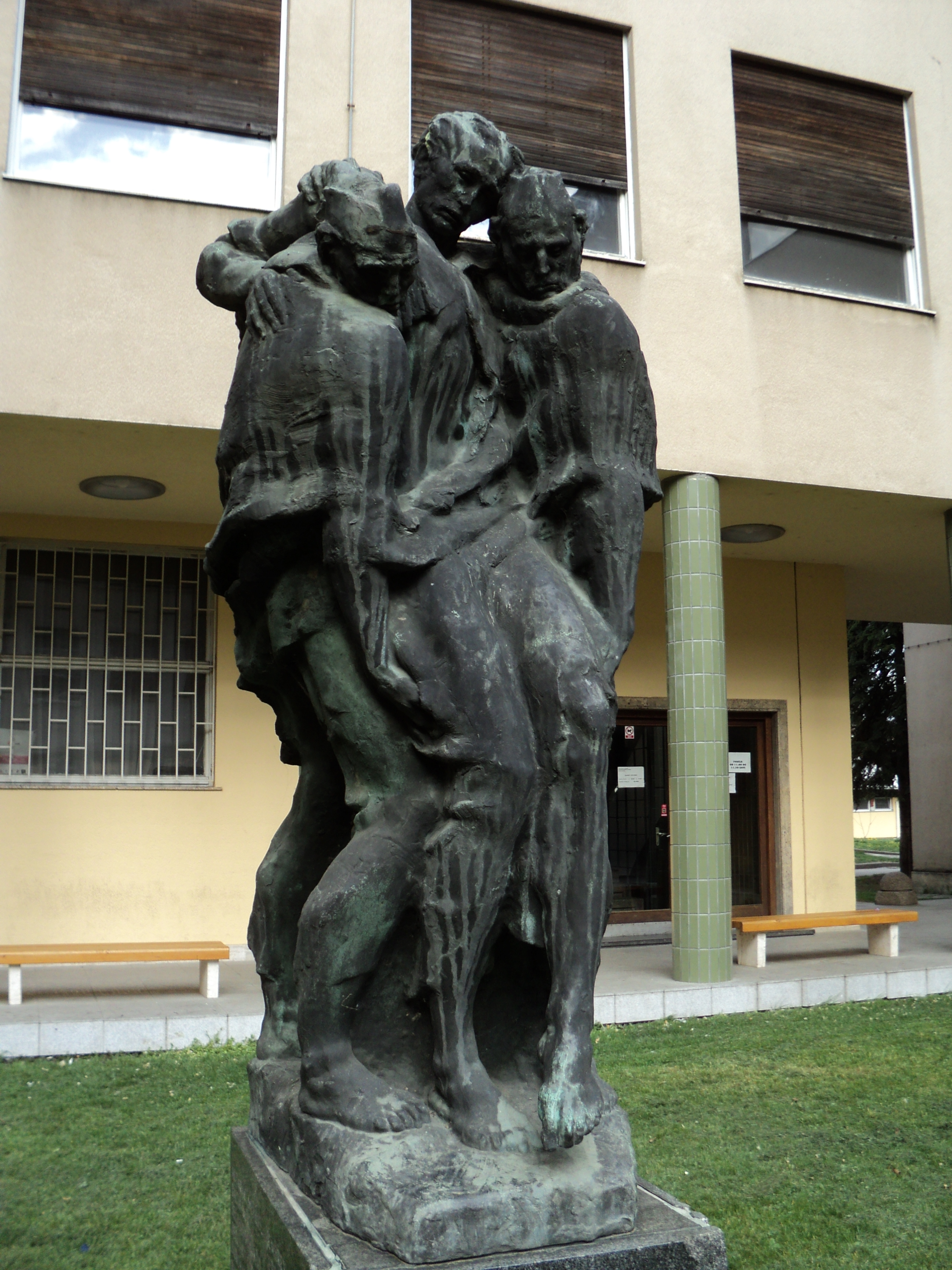
Socha Nesou raněného, Veterinární fakulta v Záhřebu
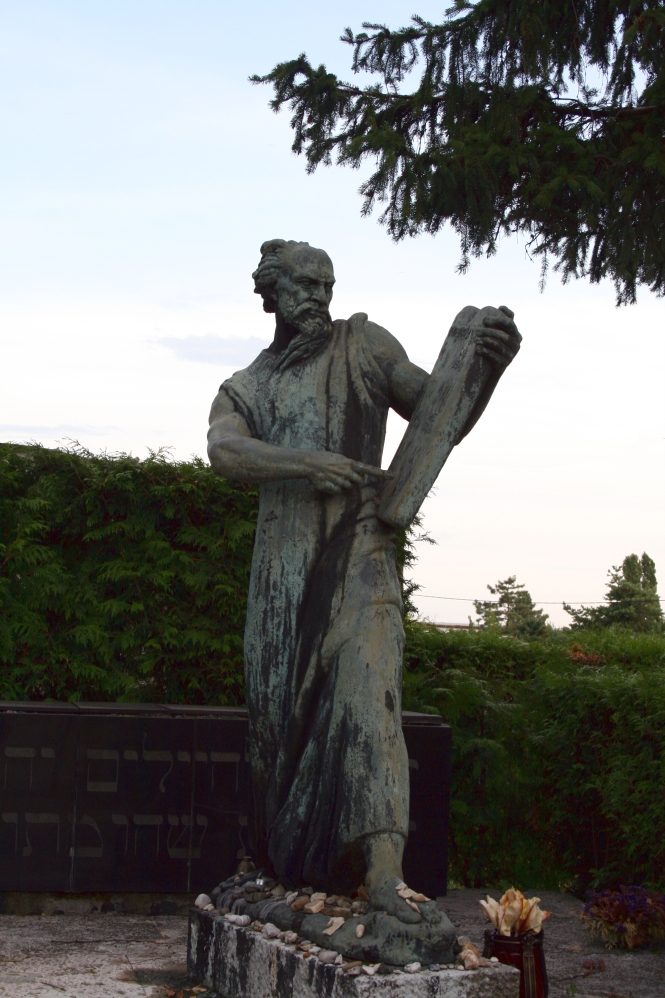
Socha Mojžíše na hřbitově Mirogoj
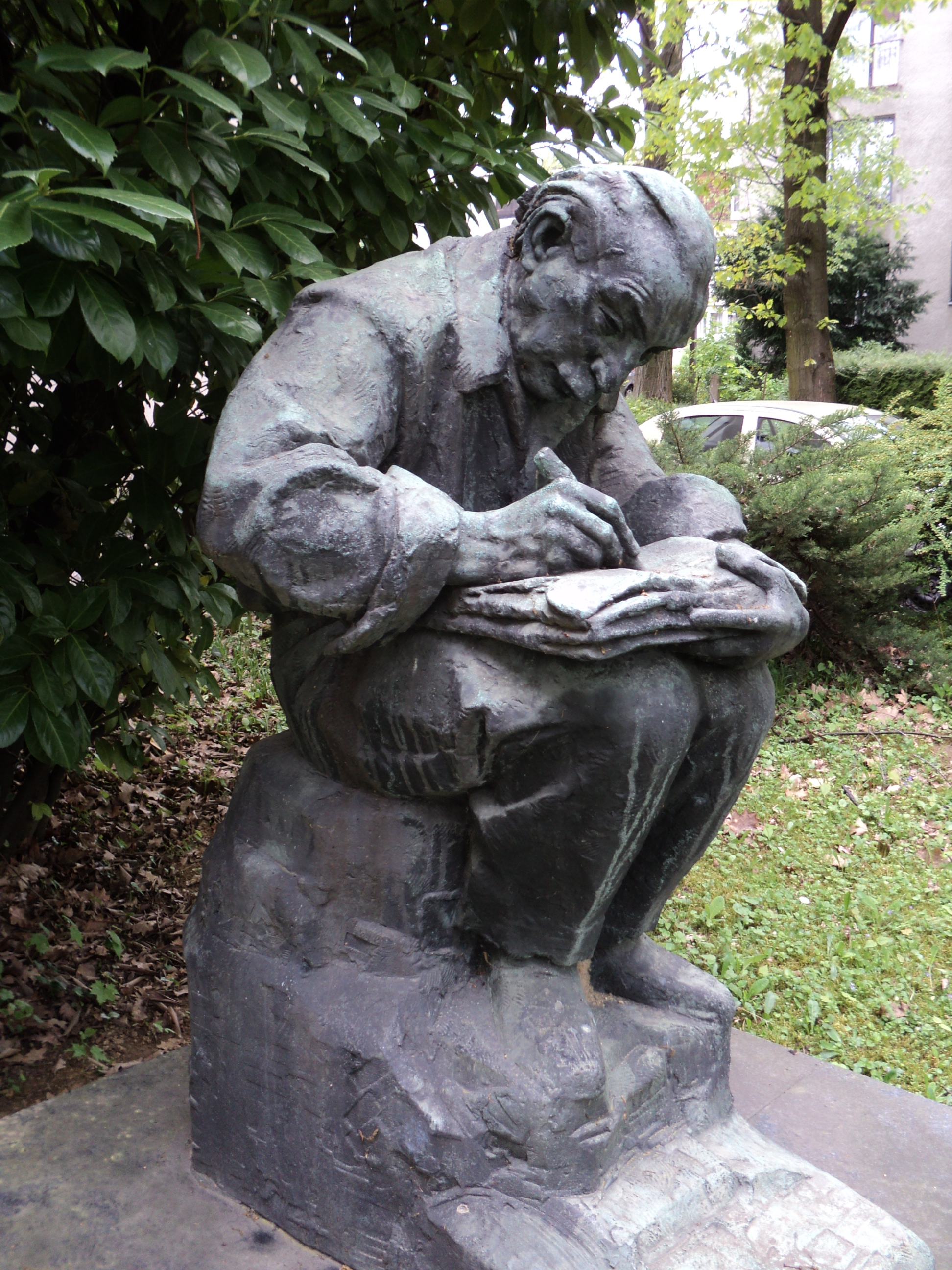
Moša Pijade, Záhřeb